# Canadian Gold Maple Leaf
Gold Maple Leaf är ett investeringsmynt i guld från Kanada som produceras av Royal Canadian Mint. 
Myntet är ett lagligt betalningsmedel i Kanada och har ett påtryckt värde på 50 kanadensiska dollar. Med en finhet av .9999 (24 karat) är Gold Maple Leaf ett av de renaste investeringsmynt i guld som produceras. Standardversionen har en finvikt av minst 1 troy ounce (31,10 gram). Andra storlekar inkluderar 1/20, 1/10, 1/4 och 1/2  troy ounce. De mindre mynten har samma design som ”det stora” på 1 troy ounce.
Försäljning av Gold Maple Leaf, liksom av alla guldmynt, är momsbefriad i Sverige och hela EU. Maple Leaf är efter Krugerrand ett av de mest köpta guldmynten i världen. Myntens värde beror på det aktuella guldpriset, vilket är långt över det påtryckta värdet.

## Historia
Gold Maple Leaf introducerades 1979. På den tiden var världsmarknaden för guldmynt till stor del dominerad av Krugerrand, som då var påverkat av en bojkott från vissa västländer på grund av Sydafrikas apartheidpolitik. Mynt präglade mellan 1979 och 1982 har en finhet av .999.
2007 producerade Royal Canadian Mint ett guldmynt på hela 100 kg med ett nominellt värde av 1 miljoner kanadensiska dollar och ett metallvärde av 3,5 miljoner dollar. Den hade en diameter på 50 cm, en tjocklek på 3 cm och en finhet på hela .99999. Ytterligare ett fåtal exemplar av myntet präglades under följande år för att tillgodose efterfrågan från investerare.

## Problem med rent guld
En hög renhet gör guldmynt mjukare, och vissa handlare har klagat på att det lätt uppstår repor eller liknande på Gold Maple Leaf. Detta är ett standardproblem med rent guld och drabbar även andra moderna investeringsmynt, t.ex. australiska Gold Kangaroo och kinesiska Gold Panda.

## Maple Leaf i silver och platina
1988 introducerades ett 1 oz Silver Maple Leaf med ett påtryckt värde av $5. 1988–1999 präglades Maple Leaf-serien i platina med samma utseende och vikter som guldmynten. Sedan 2009 produceras åter ett 1 oz Platinum Maple Leaf.